# Marías (Moca)
Marías es un barrio ubicado en el municipio de Moca en el estado libre asociado de Puerto Rico. En el Censo de 2010 tenía una población de 1766 habitantes y una densidad poblacional de 291,27 personas por km².

## Geografía
Marías se encuentra ubicado en las coordenadas 18°21′53″N 67°7′24″O / 18.36472, -67.12333. Según la Oficina del Censo de los Estados Unidos, Marías tiene una superficie total de 6.06 km², de la cual 6.04 km² corresponden a tierra firme y (0.34%) 0.02 km² es agua.

## Demografía
Según el censo de 2010, había 1766 personas residiendo en Marías. La densidad de población era de 291,27 hab./km². De los 1766 habitantes, Marías estaba compuesto por el 94.73% blancos, el 2.15% eran afroamericanos, el 0.06% eran amerindios, el 0.06% eran isleños del Pacífico, el 1.87% eran de otras razas y el 1.13% pertenecían a dos o más razas. Del total de la población el 99.83% eran hispanos o latinos de cualquier raza.